# Södra skånska infanteriregementet
Södra skånska infanteriregementet (I 7) var ett infanteriförband inom svenska armén som verkade i olika former åren 1811–1963. Förbandsledningen var förlagd i Ystads garnison i Ystad.

## Historia

### Bildandet
Södra skånska infanteriregementet uppsattes den 10 december 1811 och roterades i södra delen av Skåne med 206 nummer i Kristianstads län och 769 i Malmöhus län. Roteringen genomfördes huvudsakligen genom anlitande av en extra roteringen. Regementet erhöll sitt värnpliktiga manskap från Malmöhus län. Södra skånska infanteriregementet bildades tillsammans med Norra skånska infanteriregementet för att i någon mån fylla tomrummet efter de förband som försvunnit genom förlusten av Finland.

### Rangordningen
Den rangordning som hade fastställts i 1634 års regeringsform började halta och skapa luckor efter freden i Fredrikshamn den 17 september 1809, då Finland tillföll Ryssland och de svenska regementen i Finland upplöstes. Därmed fanns det ett behov med att skapa ett nytt system. Under kronprins Karl Johans tid infördes 1816 ett nytt numreringssystem, där de svenska regementena genom en generalorder den 26 mars 1816 tillfördes ett officiellt ordningsnummer, till exempel № 25 Södra skånska infanteriregementet. Till grund för numreringen låg inte bara ett regementes status, utan också de svenska landskapens inbördes ordning, samt att Svealand, Götaland och Norrland skulle varvas. De lägsta ordningsnumren tilldelades "Liv- och hustrupperna". Dessa nummer hade dock ingenting med rangordningen att göra, vilket bland annat framgår av gamla förteckningar där infanteri- och kavalleriförband är blandade just med hänsyn till rang och värdighet.

### Ordningsnumret
I samband med 1914 års härordning justerades samtliga ordningsnummer inom armén. För till exempel Södra skånska infanteriregementet innebar det att regementet blev tilldelad beteckningen I 25. Justeringen av beteckningen gjordes för att särskilja regementen och kårer mellan truppslagen. Det med bakgrund till att namn och nummer som till exempel № 3 Livregementets grenadjärkår och № 3 Livregementets husarkår kunde förefalla egendomliga för den som inte kände till att förbanden ifråga tillhörde skilda truppslag.

### Försvarsbesluten
Inför det som var tänkt att bli försvarsbeslutet 1924 föreslog regeringen i sin proposition bland annat en omlokalisering av Södra skånska infanteriregementet, från Lunds garnison till Ystads garnison. Dock föll regeringens proposition då majoriteten av riksdagen röstade emot regeringen, vilket samtidigt ledde till att regeringen avgick. Försvarsbeslutet kom istället att läggs fram 1925 av den nya regeringen, där regeringens proposition bland annat föreslog en sammanslagning av Norra skånska infanteriregementet och Södra skånska infanteriregementet. Det nya regementet föreslogs benämnas Skånska infanteriregementet och förläggas till Norra skånska infanteriregementets kaserner i Kristianstads garnison. I praktiken hade detta inneburit en avveckling av regementet i Lund och ett namnbyte på regementet i Kristianstad.
Regementet klarade sig dock från avveckling vid 1925 års försvarsbeslut, men förslaget från 1924 om att omlokalisera regementet till Ystad realiserades. Vidare kom regementet, i likhet med övriga infanteriregementet, att reduceras med en bataljon och kom att från den 1 januari 1928 bestå av två infanteribataljoner. I och med genomförandet av 1925 års försvarsbeslut bröts väsentliga delar av det tidigare rangordningssystemet sönder. Detta skedde genom att truppförband med höga stamnummer flyttades in i låga nummer som blivit vakanta efter avvecklade eller sammanslagna regementen och därvid även fick tillgodoräkna rang i enlighet med platsen i nummerserien. Södra skånska infanteriregementet som hade ett högt stamnummer övertog från den 1 januari 1928 det nummer som Karlskrona grenadjärregemente tidigare innehaft, det vill säga I 7.

### Pansarregementet
Efter andra världskriget var tanken att det svenska försvaret skulle nedrustas, vilket inför försvarsbeslutet 1948 framgick i försvarskommitténs betänkande från 1945, där det bland annat föreslogs att verksamheten vid Södra skånska infanteriregementet skulle reduceras. Istället för en avkylning av det säkerhetspolitiska läget i Europa efter kriget, inleddes en ny säkerhetspolitik genom det kalla krig som kan sägas inleddes genom Pragkuppen. Detta fick försvarsministern att istället förespråka en förstärkning av försvaret. I december 1947 föll försvarskommitténs förslag och istället beslutades det om en förstärkning som för Södra skånska infanteriregementet innebar att verksamheten inte reducerades utan snarare förstärktes. Regementet blev det första infanteriregementet inom armén som motoriserades, då 7. motorbrigaden sattes upp 1942. År 1949 blev regementet ett pansarinfanteriregemente för att överföras 1963 till pansartrupperna och bli ett pansarregemente under namnet Södra skånska regementet (P 7).

## Ingående enheter
Genom 1901 års härordning fastställdes att tillgång till trupp skulle regleras genom allmän värnplikt, vilket bland annat resulterade i att infanteriregementena utökades med en bataljon och kom att omfatta tre infanteribataljoner. I samband med krigsutbrottet 1914 fastställdes försvarsbeslutet 1914, vilket bland annat medförde att linjeregementet I 25 organiserades och mobiliserades. I likhet med övriga infanteriregementen skulle också ett reservregemente sättas upp, dock kom dessa aldrig att mobiliseras. Vidare infördes en brigadorganisation inom armén, där två infanteriregementen bildade en brigad. I 24 tillsammans med I 25 bildade 2. infanteribrigaden, ingående i I. arméfördelningen. Genom försvarsbeslutet 1925 reducerades försvaret kraftigt. Bland annat så utgick reservregementena samt att antalet arméfördelningar reduceras med två. Vidare reducerades samtliga infanteriregementen med en bataljon och kom att från den 1 januari 1928 bestå av två infanteribataljoner. De tidigare linjeregemente ersattes samtidigt med begreppet fältregemente. Som en följd av försvarsnedskärningarna under slutet av 1920-talet, kunde regementet vid krigsutbrottet 1939 endast mönstra två bataljoner, dock var dessa inte helt fulltaliga eller rustade. I den nya organisationen kom regementet underställas chefen för Södra arméfördelningen. Genom försvarsbeslutet 1942 stärktes dock försvarets krigsorganisation, vilket bland annat medförde att infanteriregementena tillfördes en tredje bataljon, samt att i stort sett samtliga kom att sätta upp två fältregementen. Dels det ordinarie regementet, men sen ett helt nytt som blev ett så kallat dubbleringsregemente. Dubbleringsregementet erhöll det ordinarie regementets nummer plus 30. Det vill säga fältregementetna numrerades som i Södra skånska infanteriregementets fall, I 7 och I 37. Det fredstida regementet betecknades som I 7 depå, för att särskilja det från krigsförbanden. Genom försvarsbeslutet 1948 kom fältregementena att omorganiseras till brigader.

### 2.infanteribrigaden
2. infanteribrigaden var en infanteribrigad inom I. arméfördelningen som verkade åren 1915–1927 och bestod av Norra skånska infanteriregementet och Södra skånska infanteriregementet.

### Malmöbrigaden
Malmöbrigaden (PB 7) bildades 1949 genom att 7. motorbrigaden omorganiserades till förbandstypen Pansarbrigad 49. Brigaden fick samtidigt namnet Malmöbrigaden (PB 7). År 1963 överfördes brigaden tillsammans med regementet från infanteriet till pansartrupperna.

### Skånebrigaden
Skånebrigaden (IB 37) bildades 1949 genom att fältregementet Malmöhus regemente (I 37) omorganiserades till infanteribrigad. Brigaden överfördes i sin helhet 1957 till Norra skånska infanteriregementet. Där den verkade fram till 1963, då den avvecklades i samband med att Norra skånska infanteriregementet blev ett pansarregemente.

## Förläggningar och övningsplatser

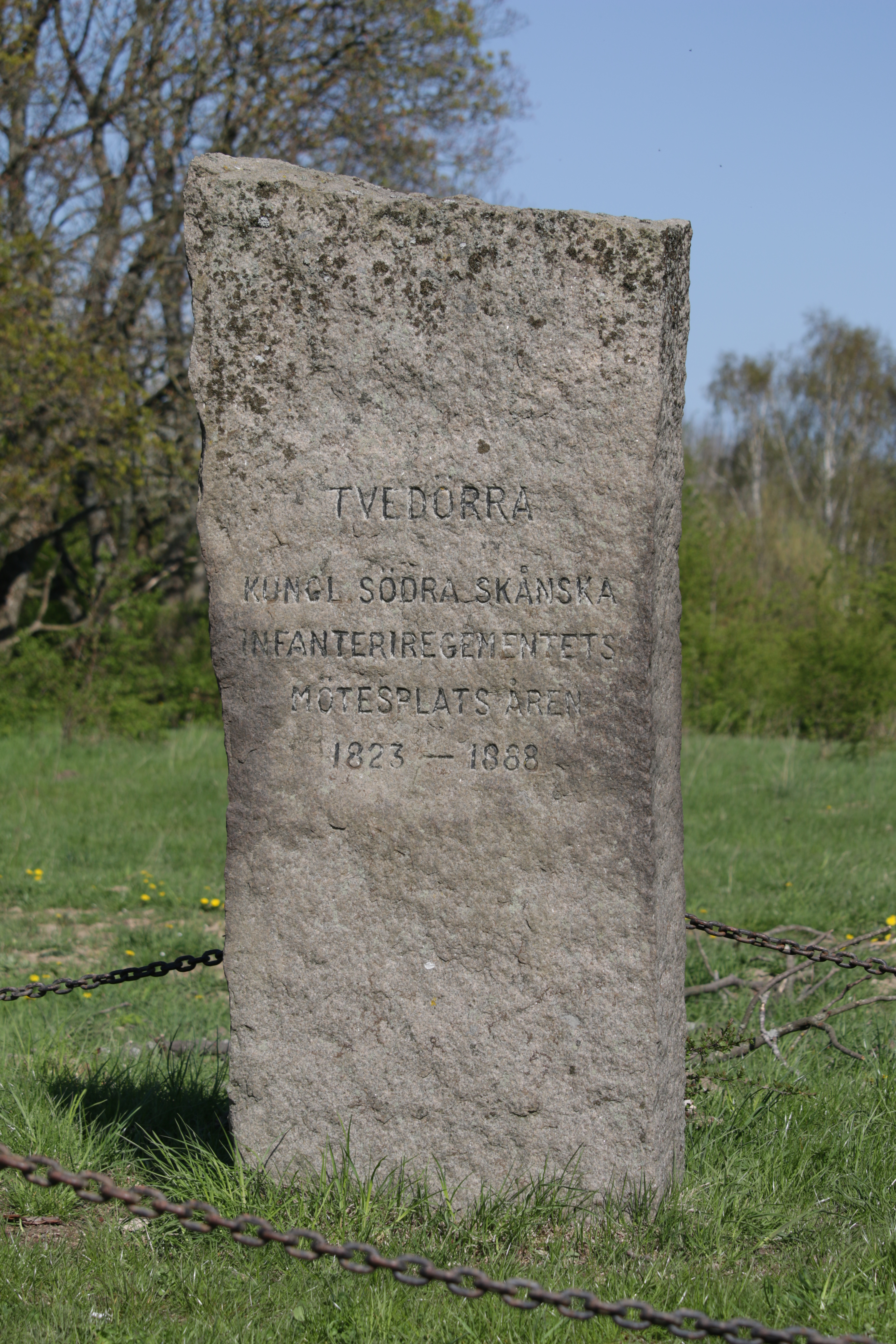
Minnesstenen på Tvedöra hed

### Förläggning
När regementet bildades förlades regementesexpeditionen 1812 till Malmö. Åren 1827–1914 kom expeditionen att pendla mellan Lund och Malmö. Den 5 november 1914 förlades hela regementet i Lund med förläggning på Fabriksgatan 2 och Lilla Södergatan 3 med sjukhus vid Östra Mårtensgatan 3. Förläggningen var dock endast provisorisk, då ett nytt kasernetablissement skulle uppföras i Vipeholm i östra Lund. År 1919 stod en kasern avsedd för två kompanier färdig, dock avbröts byggnationen av det resterade kasernetablissementet, det i väntan på kommande försvarsbeslut. Genom försvarsbeslutet 1925 kom regementet den 1 januari 1928 istället att överta det kasernetablissementet på Dragongatan i Ystad, som fram till den 31 december 1927 tillhört Skånska dragonregementet. Kasernetablissementet uppfördes 1897 efter 1892 års härordnings byggnadsprogram och bestod ursprungligen av två kavallerikaserner. Efter 1901 års härordning uppfördes ytterligare kaserner inom området, vilka ritades av Erik Josephson. Kasernetablissementet i Lund färdigställdes 1930, dock kom endast fyra så kallade halvbataljonskaserner att uppföras av de totalt sex planerade kasernerna, likaså uppfördes inget kanslihus eller någon matsalsbyggnad. Men å andra sidan kom kasernetablissementet inte heller att nyttjas av armén som det ursprungligen var tänkt. Istället öppnades Vipeholms sinnesslöanstalt på området 1935. Anstalten har senare blivit känd för de så kallade Vipeholmsexperimenten.
Fram till 1982 bedrev regementet utbildning både i Ystad och Revingehed. Den 26 maj 1982 hölls en avskedsceremoni i Ystad och den 10 juni var hela utbildningsbataljonen samlad i Revingehed. Från den 1 juli 1982 övertogs större delen av kasernetablissementet av Skånska luftvärnsregementet, vilka omlokaliserades från Malmö. Den 31 december 1997 avvecklades Södra skånska regementet samt Skånska luftvärnsregementet. Hela kasernområdet som då bestod av drygt 40 byggnader såldes till Ystads kommun och kom senare att förklaras som statligt byggnadsminne. Sedan den 1 juli 1982 är regementet lokaliserat till Revingehed.

### Övningsplatser
Regementet övades i Veberöd men från 1823 övades regementet i Tvedöra och från 1888 på Revingehed. Övningsfältet på Revingehed omfattade 1887 cirka 20 hektar, men kom 1888 att utökas till 100 hektar. Under beredskapsåren utökades övningsfältet till 1000 hektar. Sedan regementet omorganiserades till ett pansarregemente kom övningsfältet att utökas 4400 hektar, och med det blivit Sveriges största pansarövningsfält. Även Kabusa skjutfält är ett övningsfält på cirka 560 hektar som tillhört regementet sedan 1940-talet. Kabusa skjutfält östra del inköptes åren 1943–1944 och 1969 inköptes den delen som utgör den västra delen.

## Heraldik och traditioner

### Förbandsfanor
Vid bildandet av regementet tilldelades regementet den fana som förts av Adlercreutz regemente. Fanan fördes även av Norra skånska infanteriregementet. År 1886 tilldelades regementet egen fana, vilken troppades 1961, då regementet tilldelades en ny fana. I samband med regementets 150-årsjubileum, vilket firades den 20 augusti 1961, överlämnade kung Gustaf VI Adolf en ny fana. År 1998 troppades fanan och ersattes av en ny, vilken då fördes av Södra skånska regementet och Södra skånska brigaden (MekB 7). Från den 1 juli 2000 förs fanan av regementet vid sidan om Skånska dragonregementets standar.

### Utmärkelsetecken
Vid regementet instiftades 1913 Södra skånska infanteriregementets förtjänstmedalj i guld/silver/brons (SSkånregGM/SM/BM).

## Förbandschefer
Regementschefer verksamma vid regementet åren 1811–1963.

- 1811–1812: Johan Fredrik Eek (Tf.)
- 1812–1818: Georg Fredrik Reutercrona
- 1818–1841: Mauritz Clairfelt
- 1841–1846: Carl Ström
- 1846–1850: Edvard August Peijron
- 1850–1855: Ivan Feodor Aminoff
- 1855–1862: Gustaf Åberg
- 1862–1870: Axel August Thott
- 1870–1883: Axel Isak von Porat
- 1883–1888: Henrik August Ankarcrona
- 1888–1895: Anton Gustaf Jonas af Jochnick
- 1895–1904: Henric Fredric Gyllenram
- 1904–1912: Sixten Lewenhaupt
- 1912–1915: John Montgomery
- 1915–1923: Sven Nystedt
- 1923–1932: Georg Björnström
- 1932–1937: Torsten Winberg
- 1937–1941: Einar Björk
- 1941–1941: Carl August Ehrensvärd (Tf. 1941)
- 1942–1944: Viking Tamm
- 1944–1947: Gunnar Möller
- 1947–1952: Gilbert Nordqvist
- 1952–1955: Axel Emil Bancroft Flach
- 1955–1962: Per-Hjalmar Bauer
- 1962–1963: Carl Eric Svärd

## Namn, beteckning och förläggningsort
| Kungl. Södra skånska infanteriregementet | 1811-12-10 | – | 1963-03-31 |

| № 25 | 1816-03-26 | – | 1914-09-30 |
| I 25 | 1914-10-01 | – | 1927-12-28 |
| I 7  | 1928-01-01 | – | 1963-03-31 |

| Veberöd (Ö)         | 1812-04-24 | – | 1823-??-?? |
| Tvedöra hed (Ö)     | 1823-??-?? | – | 1888-??-?? |
| Revingehed (Ö)      | 1888-??-?? | – | 1963-03-31 |
| Lunds garnison (F)  | 1914-11-05 | – | 1928-03-31 |
| Ystads garnison (F) | 1928-04-01 | – | 1963-03-31 |
| Kabusa (Ö)          | 1942-??-?? | – | 1963-03-31 |
| Sandskogen (Ö)      | 1952-??-?? | – | 1963-03-31 |

## Galleri

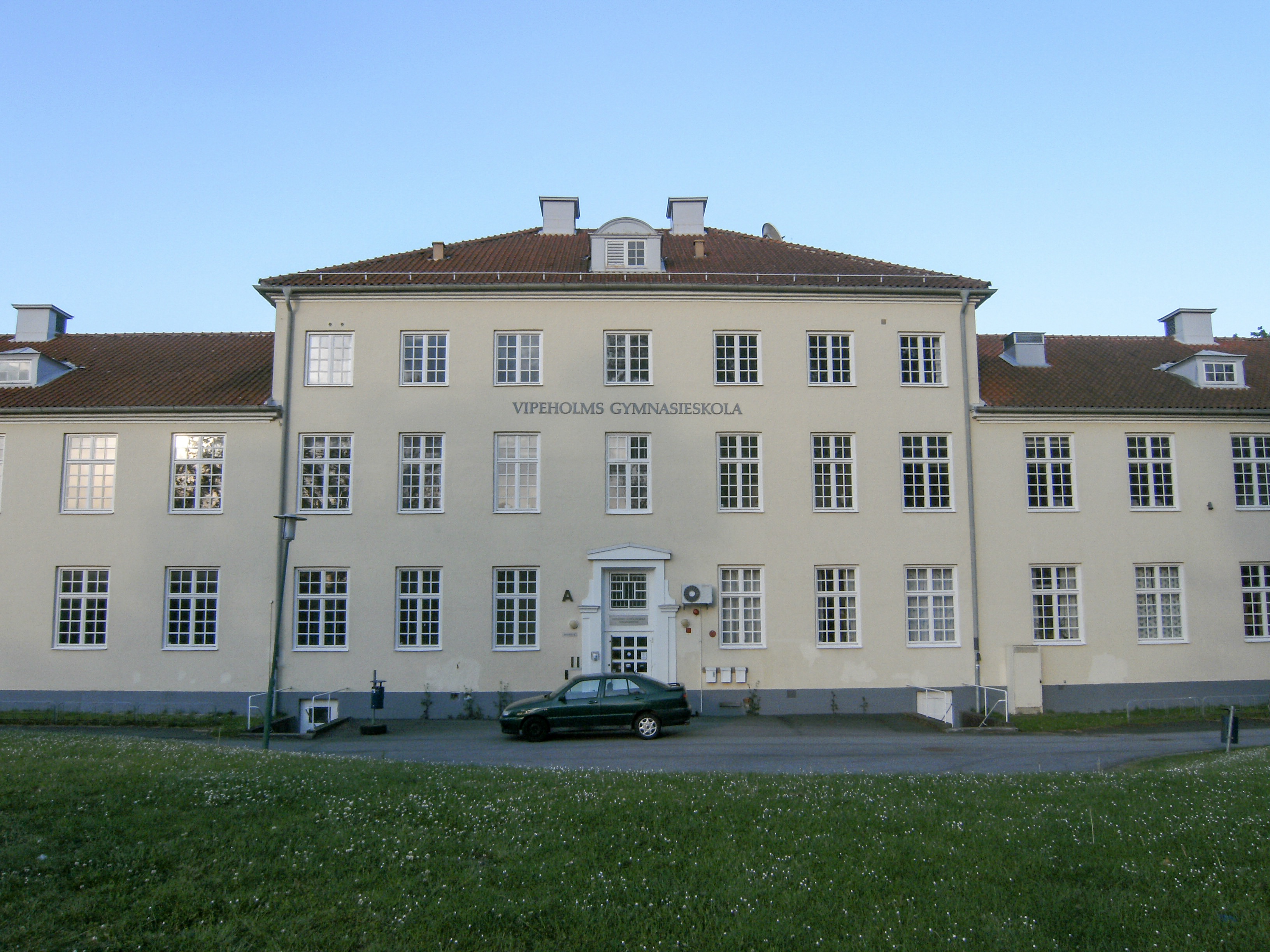
Del av kasernetablissementet i Vipeholm i Lund.
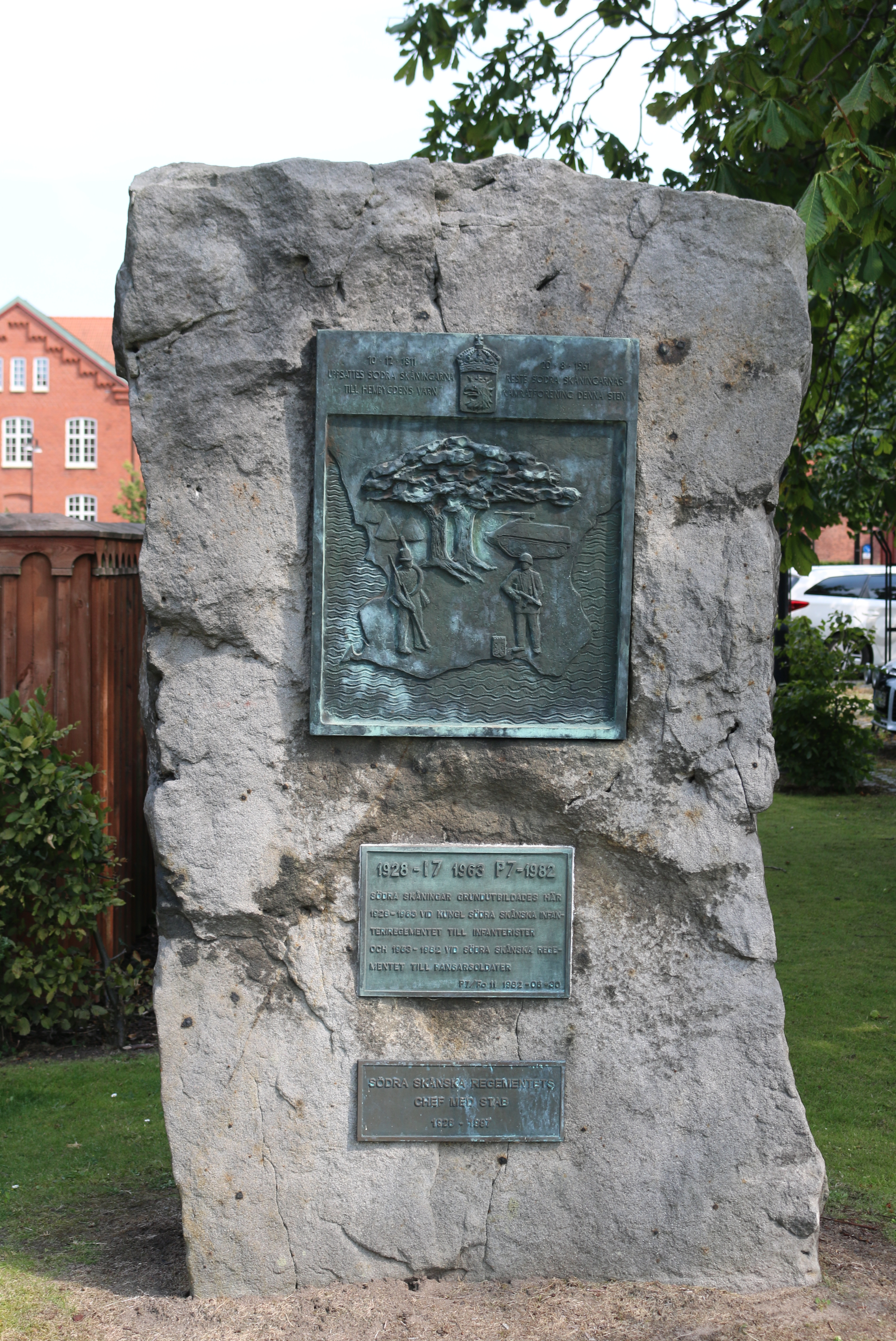
Minnessten för Södra skånska infanteriregementet i Ystad.
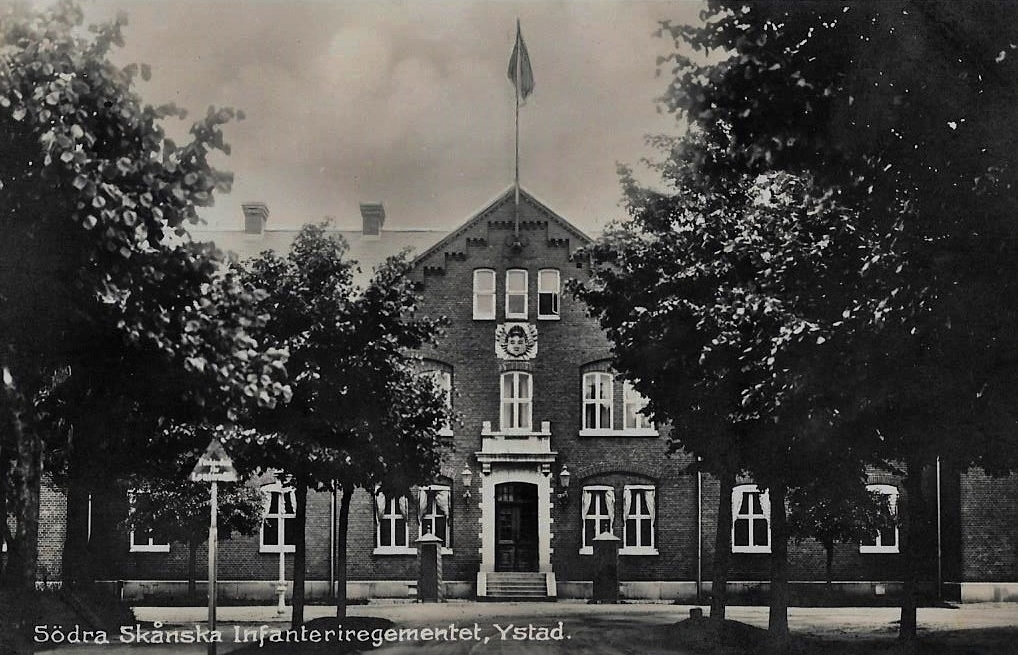
Regementets kanslihuset i Ystad.
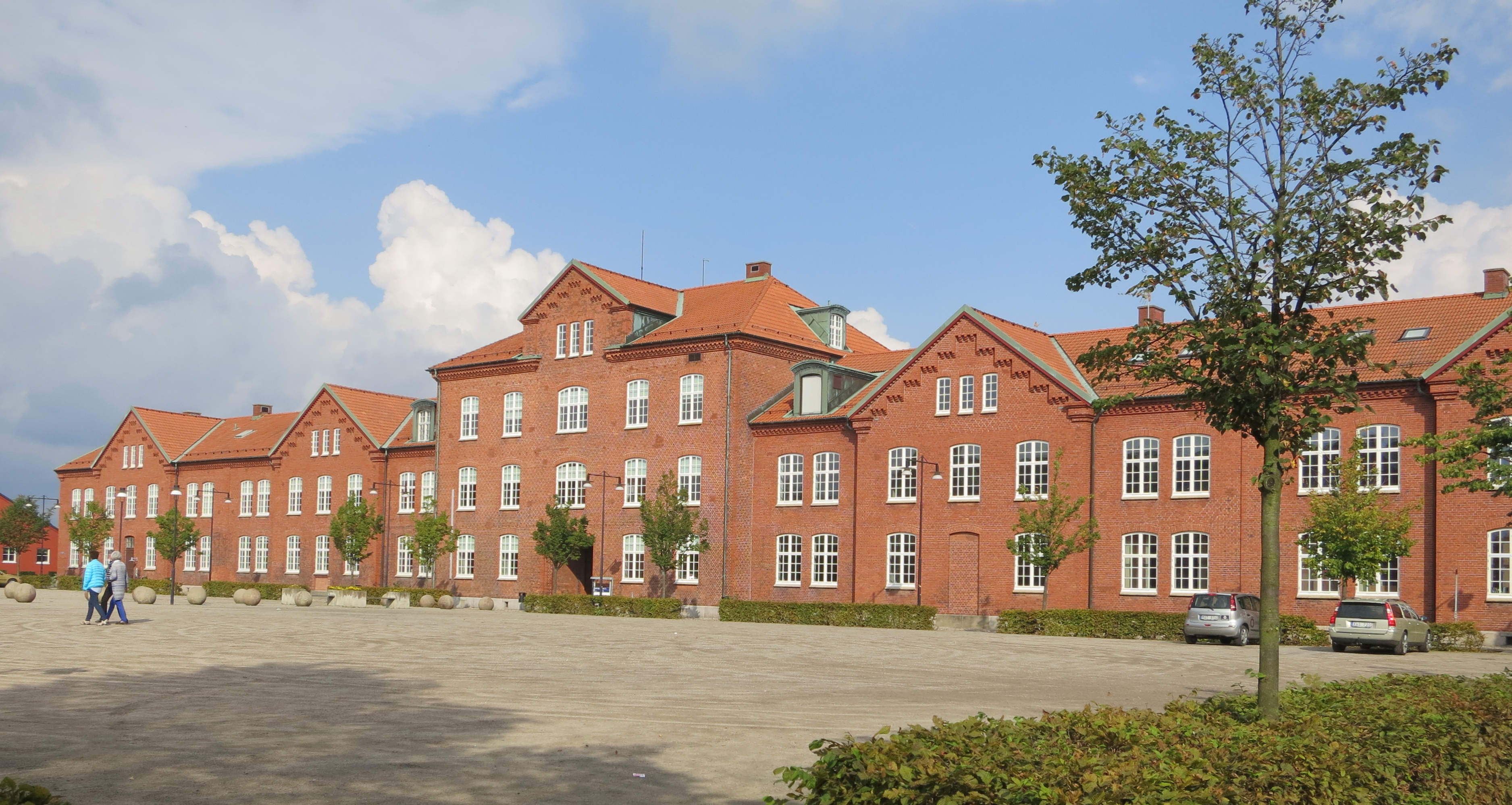
Kasernetablissementet i Ystad.
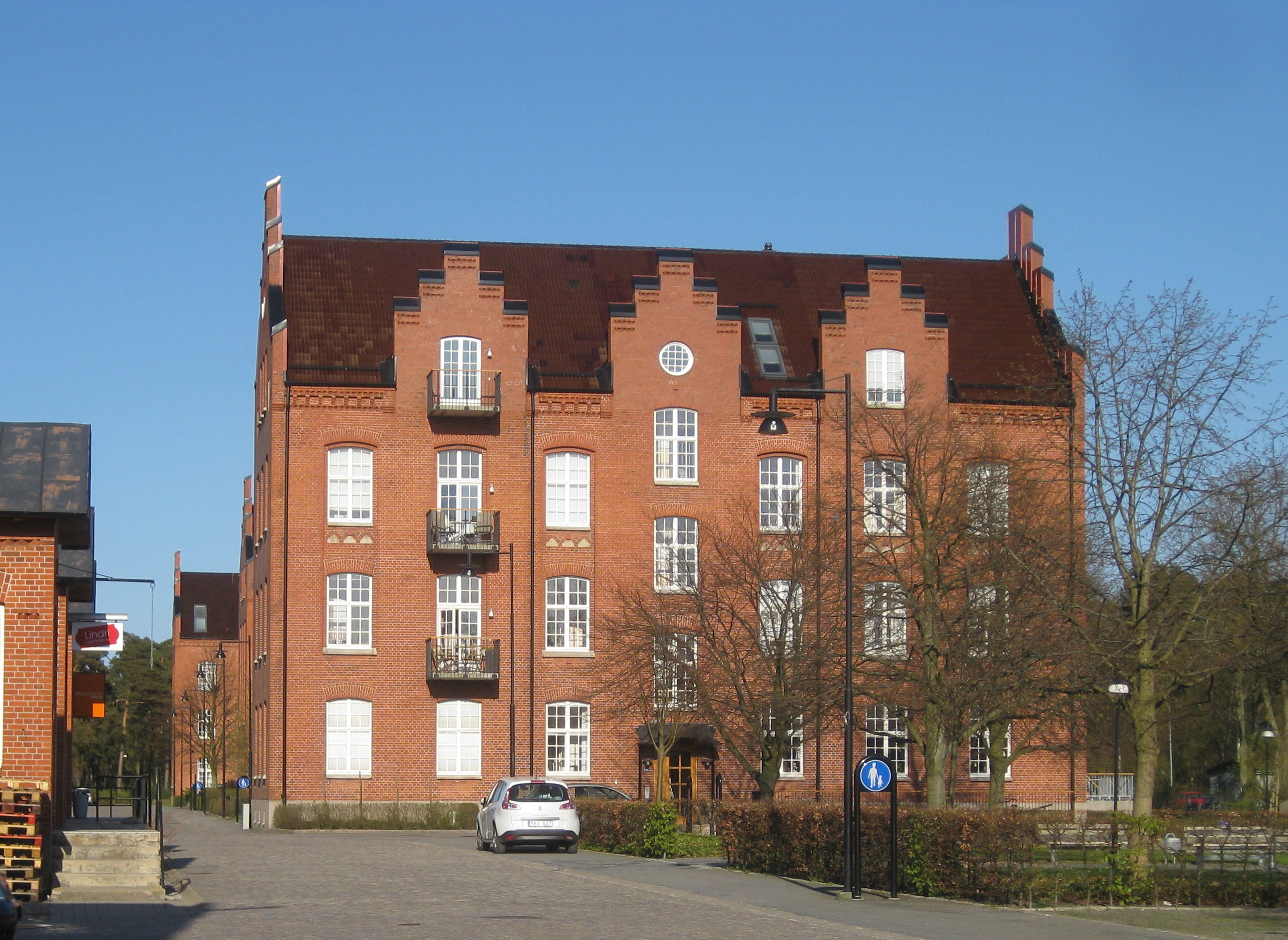
Kasernetablissementet i Ystad.
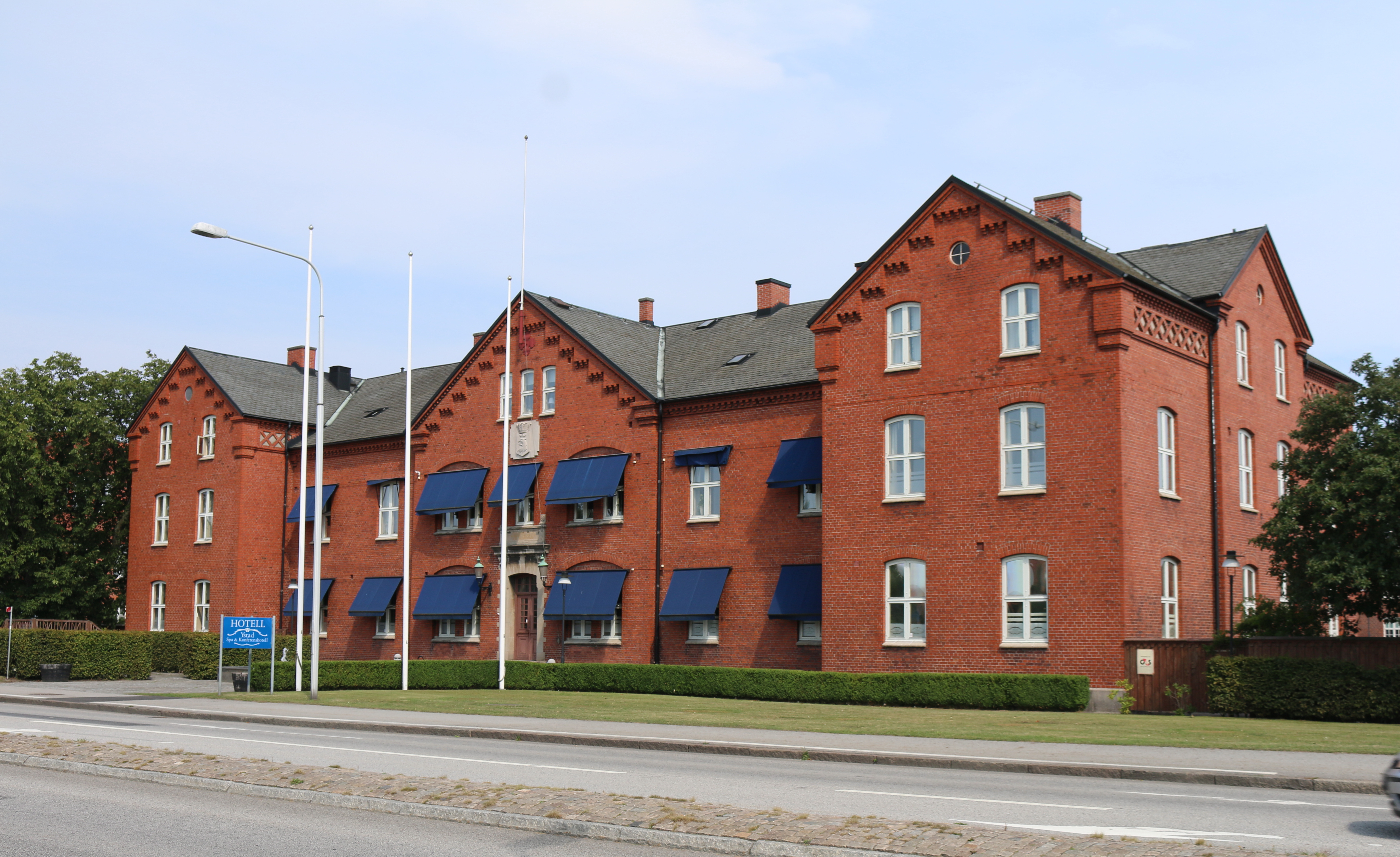
Kasernetablissementet i Ystad.
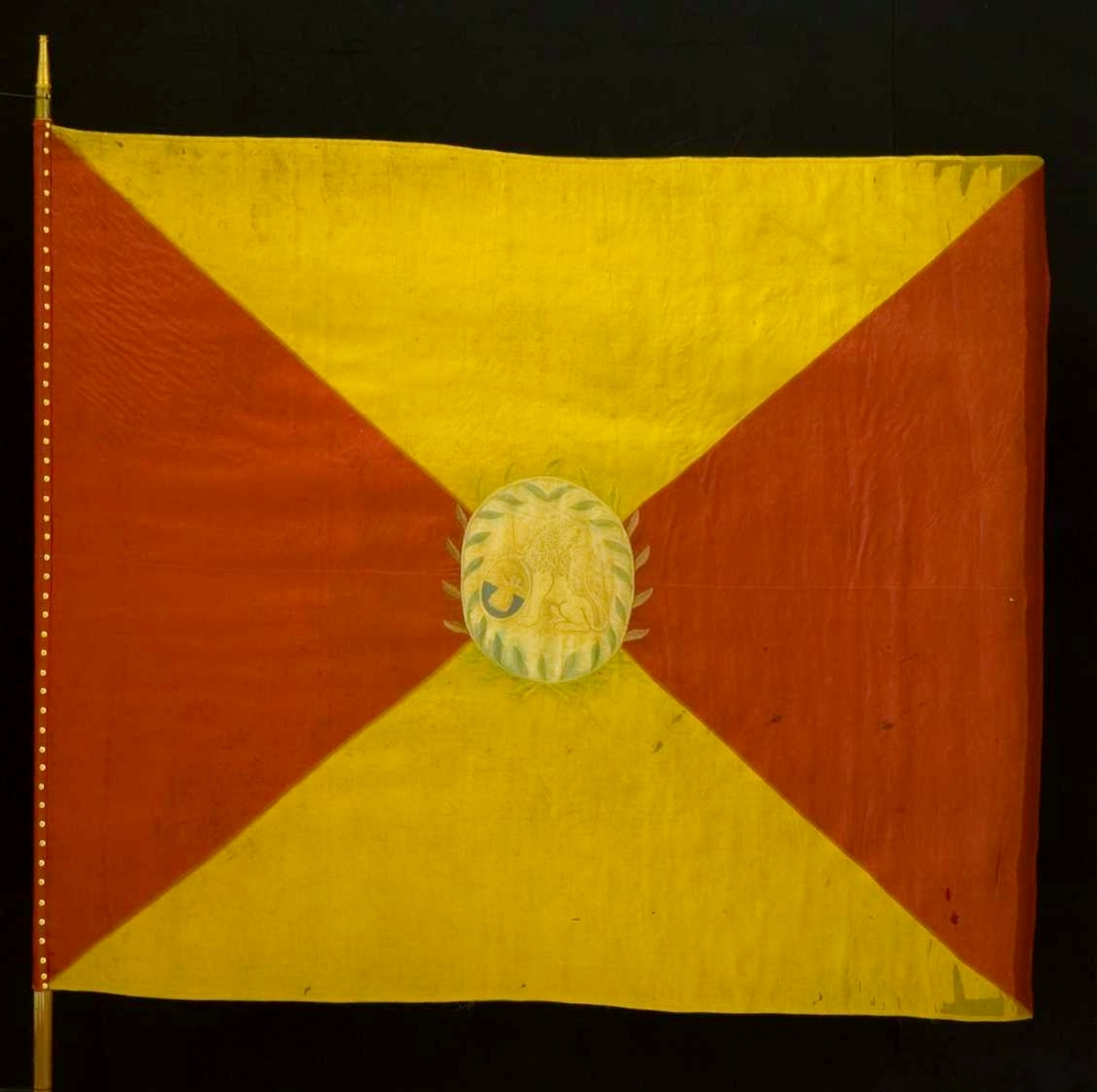
Fana för Adlercreutz regemente och senare fana m/1812-1840
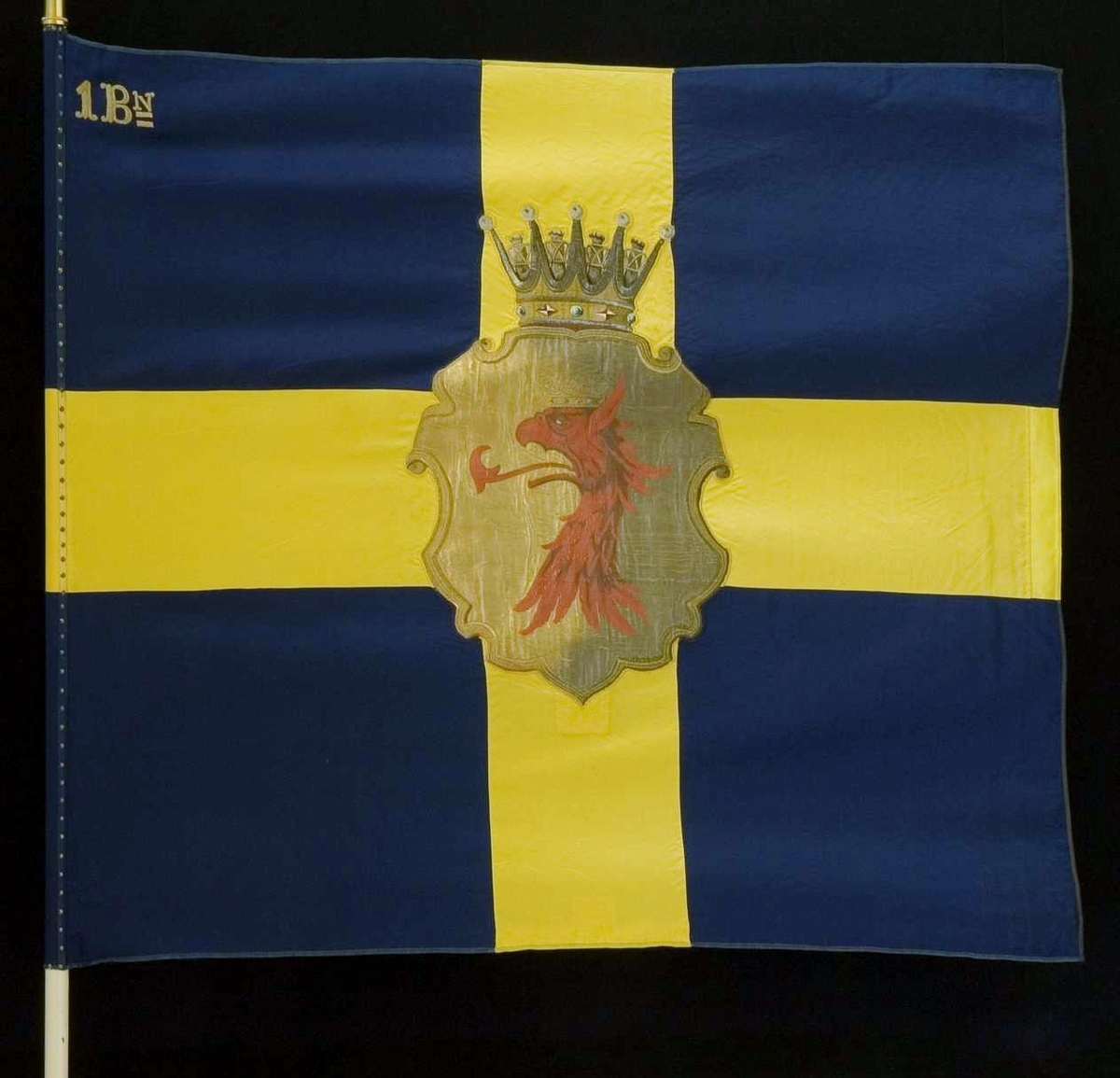
Fana m/1886, för Södra skånska infanteriregementets 1:a bataljon